# Seznam koncertních turné The Rolling Stones
Toto je seznam koncertních turné skupiny The Rolling Stones.

## Významné koncerty
- 12. července 1962 – první odehraný koncert
Marquee Club, Oxford Street 165, Londýn, Anglie
- 29. září 1963 – první koncert v rámci prvního koncertního turné British Tour 1963
New Victoria Theater, Londýn, Anglie
- 12. května 1968 – poslední koncert s Brianem Jonesem na udílení NME, poprvé zde zazněla skladba Jumpin´ Jack Flash
Empire Pool, Wembley, Londýn, Anglie
- 5. července 1969 – koncert na památku Briana Jonese, první koncert s Mickem Taylorem
Hyde Park, Londýn, Anglie
- 6. prosince 1969 – koncert pro 300 000 lidí, který měl být stejně vydařený jako Woodstock ale skončil zabitím fanouška Mereditha Huntera, který byl zabit jedním z členů ochranky Hells Angeles
západní okruh, Altamont, Kalifornie, Spojené státy americké
- 19. listopadu 1973 – poslední koncert s Mickem Taylorem v rámci evropského turné
Deutschlandhalle, Berlín, Německo
- 1. června 1975 – první koncert s Ronniem Woodem v rámci amerického turné
LSU Assembly Center, Baton Rouge, Louisiana, Spojené státy americké
- 23. února 1986 – koncert na památku Iana Stewarta, bylo to jediné vystoupení skupiny během šestileté koncertní nečinnosti
100 Club, Londýn, Anglie
- 31. srpna 1989 – první koncert skupiny po šestileté koncertní nečinnosti
Vetarans Stadium, Filadelfie, Pensylvánie, Spojené státy americké
- 25. srpna 1990 – poslední koncert s Billem Wymanem v rámci turné Steel Wheels/Urban Jungle Tour
Wembley Stadium, Londýn, Anglie
- 18. února 2006 – koncert pro 1,5 milionu diváků v Riu de Janeiro v rámci turné A Bigger Bang Tour
pláž Copacabana, Rio de Janeiro, Brazílie
- 6. a 13. července 2013 – výroční koncerty 50 let od založení skupiny v Hyde Parku, na koncertě vystoupil také Mick Taylor, koncert celkem přilákal 100 000 diváků
Hyde Park, Londýn, Anglie
- 25. března 2016 – koncert pro socialistický stát Kuba, přilákal 500 000 diváků, vstup byl zdarma a byl v rámci latinskoamerického turné
Ciuad Deportiva, Havana, Kuba

## Seznam turné
- British Tour 1963 (1963)
- 1st British Tour 1964 (1964)
- 2nd British Tour 1964 (1964)
- 1st American Tour 1964 (1964)
- 3rd British Tour 1964 (1964)
- 4th British Tour 1964 (1964)
- 2nd American Tour 1964 (1964)
- Irish Tour 1965 (1965)
- Far East Tour 1965 (1965)
- 1st British Tour 1965 (1965)
- 1st Scandinavian Tour 1965 (1965)
- 2nd European Tour 1965 (1965)
- 1st American Tour 1965 (1965)
- Scottish Tour 1965 (1965)
- 2nd Scandinavian Tour 1965 (1965)
- 2nd Irish Tour 1965 (1965)
- 4th European Tour 1965 (1965)
- 2nd British Tour 1965 (1965)
- 2nd American Tour 1965 (1965)
- Australasian Tour 1966 (1966)
- European Tour 1966 (1966)
- American Tour 1966 (1966)
- British Tour 1966 (1966)
- European Tour 1967 (1967)
- American Tour 1969 (1969)
- European Tour 1970 (1970)
- UK Tour 1971 (1971)
- American Tour 1972 (1972)
- Pacific Tour 1973 (1973)
- European Tour 1973 (1973)
- Tour of the Americas '75 (1975)
- Tour of Europe '76 (1976)
- US Tour 1978 (1978)
- American Tour 1981 (1981)
- European Tour 1982 (1982)
- Steel Wheels/Urban Jungle Tour (1989–1990)
- Voodoo Lounge Tour (1994–1995)
- Bridges to Babylon Tour (1997–1998)
- No Security Tour (1999)
- Licks Tour (2002–2003)
- A Bigger Bang Tour (2005–2007)
- 50 & Counting Tour (2012–2013)
- 14 On Fire Tour (2014)
- Zip Code Tour (2015)
- América Latina Olé Tour (2016)
- No Filter Tour (2017–2021)
- Sixty Tour (2022)
- Hackney Diamonds Tour (2024)